# ダゴン (小説)
『ダゴン』(英語: Dagon) は、ハワード・フィリップス・ラヴクラフトによる怪奇小説。1917年に執筆されたラヴクラフトの初期の作品のひとつで、同人誌『ザ・ヴェイグラント』1919年11月号で発表された後、商業誌『ウィアード・テイルズ』1923年10月号に掲載され、ラヴクラフトの実質的なプロデビュー作となった。
超自然的かつスケールの大きい怪異に遭遇した主人公（語り手）が恐怖にさいなまれるという内容で、後に『クトゥルフ神話』や『コズミック・ホラー』と呼ばれることとなるラヴクラフトの世界観を最初に創り出した先鋭的な作品としても評価されている。

## あらすじ

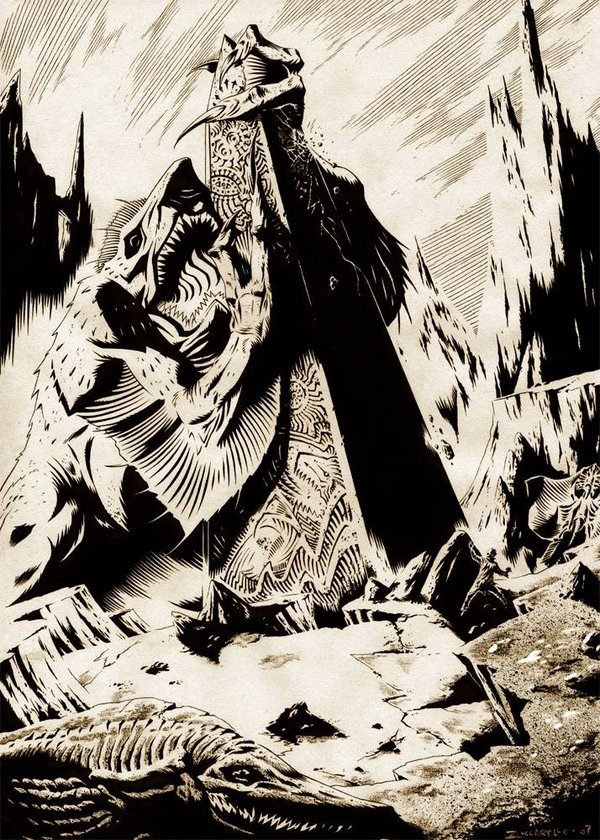
オベリスクに祈りを捧げる海棲巨人

主人公は第一次世界大戦の最中、船員として乗船していた定期船が太平洋を航行中にドイツ海軍に拿捕され、その捕虜となった。数日後、彼はボートに乗ってドイツ海軍艦船から逃亡し太平洋を漂流していたが、ある日目を覚ますと、ボートが広大な軟泥のような陸地（湿地）に乗り上げていることに気付く。
その湿地は見渡す限り広がっており、どす黒く、悪臭を放っていた。2日ほど経ち、軟泥が乾燥して歩けるようになったのを見た主人公は、遠くに見える丘のような場所に向かって歩き始めた。数日後の夜、丘の頂上にたどり着いた彼は、その丘の反対側が谷のようになっており、谷底には水の流れがあり、谷の向かい側の斜面には人工物と思われる巨大な石のオベリスク（尖塔）らしきものが建っているのを目にする。
主人公が谷を下りそのオベリスクの近くに行ってみると、その表面には見たことも無い古代の象形文字と思われるものや、奇怪でグロテスクな海洋生物の絵が彫り付けられていた。その生物は魚のような特徴と人間の特徴を併せ持った不気味な姿で、かつ、通常の人類に比べるとはるかに巨大なようであった。
主人公が呆然とその光景を見ていると突然、近くの水面からオベリスクに描かれていたものと同じような姿の巨大な生物が現れ、そのオベリスクに向かって礼拝のような行為を始めた。それを見た主人公は無我夢中で自分のボートまで戻り、そこで気を失った。
主人公が気がつくと、彼はサンフランシスコの病院に入院していた。漂流中に発見され助け出されたのだが、彼の見た軟泥の陸地については誰も目にしたものはいなかった。
主人公は自分の目にしたものの恐怖にさいなまれ、モルヒネによって正気を保とうとしたがかなわず、自室から身を投げようとしている。そして、その前に自分の体験を手記として書き残していたのであるが、その手記の最後の部分は、「あれは何だ、窓に、手が!!」という言葉で終えられている。

## 背景・その他
- ラヴクラフトは1909年ごろから1916年ごろにかけて執筆活動を中断していたが、『錬金術師』を読んだウィリアム・ポール・クック（英語版）に執筆再開を勧められ、1917年の夏ごろまでに本作と『霊廟』を書き上げた。
- 海洋上に出現（隆起）した軟泥の陸地で巨石建造物を目撃するという本作のプロットは、1926年に執筆され後にラヴクラフトの代表作として知られることになる『クトゥルフの呼び声』でも再び使用されている。ラヴクラフト研究家のS・T・ヨシおよびデイビッド・E・シュルツは、『クトゥルフの呼び声』は本作のセルフリメイクのようなものであると言及している[4]。
- 本作中では、ダゴンという名前が何を指すのか（主人公の眼前に現れた海洋生物なのか、あるいはその生物が礼拝していたオベリスクに祭られているものなのか、など）は明確には言及されていない。作中の主人公がペリシテ人の伝承に登場する神の名前としてダゴンを知っており、助け出された後に民俗学者に話を聞こうとしたが、その学者が月並みな人物だったのでそれ以上の探求はやめてしまった、とだけ述べられている。
- 1931年に執筆された『インスマウスの影』において、ダゴン神の名は再度ラヴクラフト作品に登場している[3]。

## 収録
- 国書刊行会『定本ラヴクラフト全集1』矢野浩三郎監訳 / 山中清子訳 『デイゴン』
- 創元推理文庫『ラヴクラフト全集3』大瀧啓裕訳 『ダゴン』
- 星海社FICTIONS『クトゥルーの呼び声』森瀬繚訳 『ダゴン』
- 新潮文庫『狂気の山脈にて クトゥルー神話傑作選』南條竹則訳 『ダゴン』